# Francisco Cerro
Francisco Javier Cerro (Santiago del Estero, 9 februari 1988) is een Argentijns voetballer die doorgaans speelt als middenvelder. In januari 2023 verruilde hij Aldosivi voor Montevideo Wanderers. Cerro debuteerde in 2012 in het Argentijns voetbalelftal.

## Clubcarrière
In 2008 begon Cerro zijn carrière toen hij in de Primera B Nacional doorbrak bij Quilmes. Hij promoveerde in 2010 met die club naar de Primera División, waar hij één jaar actief was. Na de degradatie werd hij verhuurd aan CA Vélez Sarsfield. Na één jaar werd hij ook definitief overgenomen door Vélez, maar het was in 2014 dat hij weer vertrok; op 7 februari tekende hij bij Racing Club. In 2017 verkaste Cerro naar het Spaanse Rayo Vallecano. Na één seizoen verliet de Argentijn die club weer. Hierop keerde Cerro terug naar Argentinië, waar hij voor één jaar tekende bij Defensa y Justicia. Na een periode bij Central Córdoba werd Cerro in juli 2021 speler van Aldosivi. In januari 2023 verruilde hij Argentinië voor Uruguay, toen hij voor Montevideo Wanderers ging spelen.

## Interlandcarrière
Cerro maakte op 22 november 2012 zijn debuut in het Argentijns voetbalelftal, toen er met 2–1 gewonnen werd van Brazilië. De middenvelder mocht in de basis beginnen en werd twee minuten voor tijd gewisseld.